# (162000) 1990 OS
(162000) 1990 OS とは、アポロ群に属する地球近傍小惑星の1つである。
1990 OS は、近日点距離が地球軌道の内側、遠日点距離が火星軌道の外側にある小惑星である。しかし軌道傾斜角は1.1度とほとんど傾いていないため、地球や火星に対して接近する可能性が高い潜在的に危険な小惑星(PHA)である。地球に最近最も接近したのは、2003年11月12日の342万km (0.02284AU) である。これほど接近するのは、次回は2053年11月16日の305万km (0.02038AU) である。火星に対しては1975年2月20日に556万km (0.03720AU) まで接近した。次回これほどまで接近するのは2193年4月23日の739万km (0.04943AU) である。
1990 OS の直径は400mの小さな小惑星である。自転周期は2時間32分である。
1990 OS は2003年に衛星が1個見つかっている。衛星S/2003 (162000) 1 は、直径がわずか45mと推定されている小さな衛星である。これは小惑星 (136617) 1994 CC にある衛星 S/2009 (136617) 1 の50mよりも小さく、最も小さな小惑星の衛星である可能性がある。公転半径は600mと、1990 OSの半径の3倍しかない近い距離を公転している。公転周期は21時間程度であると推定されている。